# Samsung Galaxy Tab E 9.6
Samsung Galaxy Tab E 9.6 je 9,6palcový Android tablet, který vyrábí a prodává společnost Samsung Electronics. Tablet spadá do série Samsung Galaxy Tab E a k nadřazené sérii Samsung Galaxy Tab. Tablet byl oznámen 16. června 2015 a vydán  1. července 2015. Je k dispozici ve variantě s Wi-Fi nebo Wi-Fi/4G.

## Funkce
Galaxy Tab E 9.6 je prodáván s Androidem 4.4.4 KitKat. Samsung  u tohoto modelu použil nadstavbu TouchWiz. Stejně jako standardní aplikace od Google, Samsungu (například ChatON, S Suggest, S Voice, S Překladač, S Plánovač, WatchON, Smart Stay, Multi-Window, Group Play, All Share Play).
Úložiště Galaxy Tab E 9.6 má 8 GB nebo 16 GB, v závislosti na modelu. Do tabletu lze vložit kartu microSDXC pro rozšíření až na 128 GB.Tablet má 2 MP přední fotoaparát bez blesku a zadní 5.0 MP AF fotoaparát bez blesku.
Model pro USA a Kanadu (SM-T560NU) dostal Android aktualizace na Lollipop, Marshmallow a Nougat. Modely pro ostatní země zůstaly na Androidu KitKat.